# Мелотрон

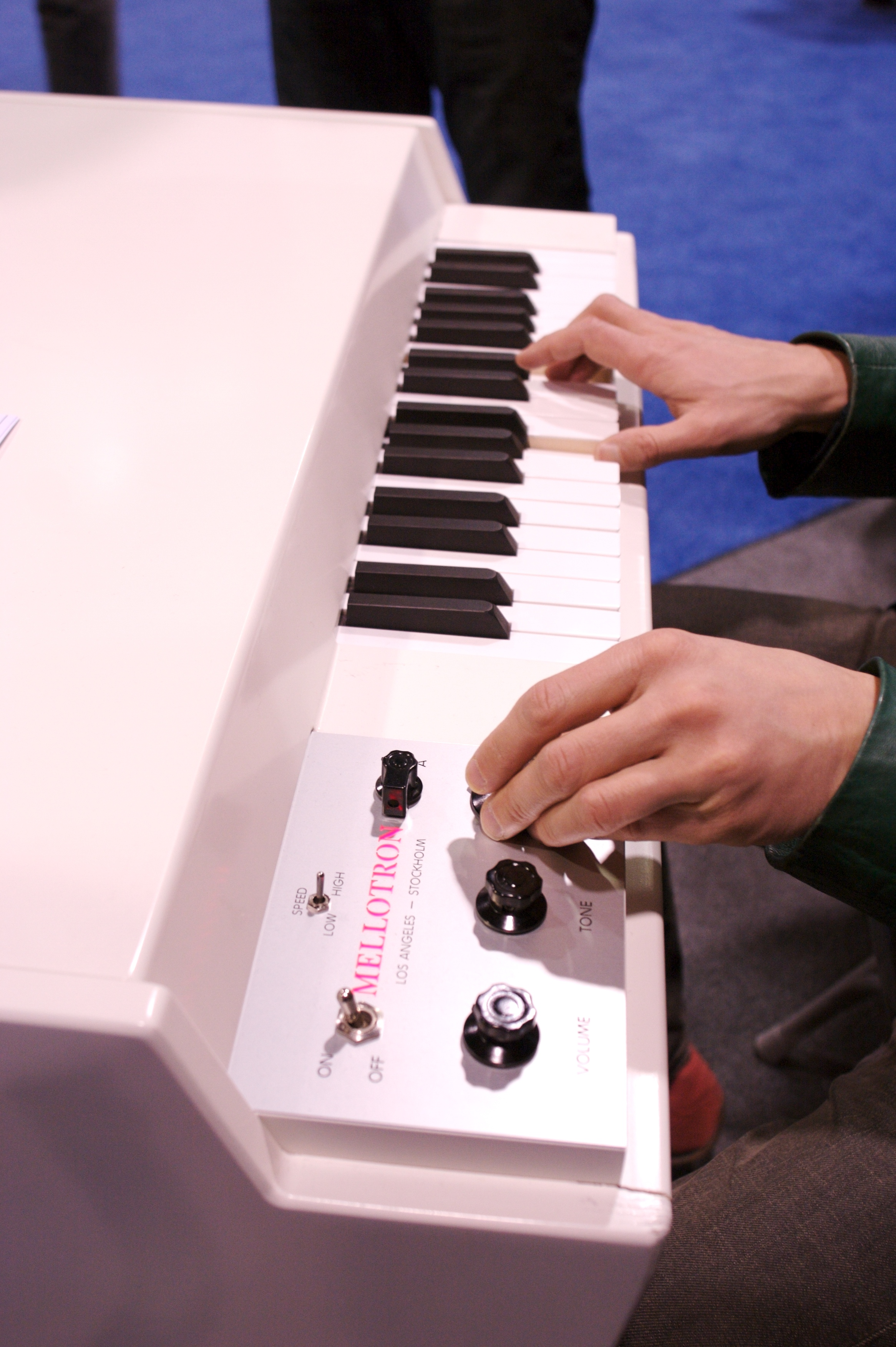
Меллотрон MK II

Мелотрон (англ. Mellotron) — клавішний електронний музичний інструмент, який сконструювала англійська фірма Streetly Electronics 1963 року. Інструмент широко застосовували у 60-70-х роках XX століття. Кожна клавіша фортепіанної клавіатури запускала відтворення плівки з нотою обраного інструмента, записаної на магнітофонній стрічці. Зовні меллотрон схожий на фортепіано, на панелі над клавішами розміщені кнопки й перемикачі.